# 週末ライブ キモイリ!
『週末ライブ キモイリ!』は、2019年4月6日から2022年7月23日までKBS京都テレビで放送されていた生放送の情報番組である。

## 概要
スタジオでのコーナー展開や、京都・滋賀・大阪などのお出かけスポットからの中継リポートをメインに、わくわく情報を臨場感たっぷりにお届けする、週末のお出かけ情報満載の生放送情報番組。
2019年春の改編で帯番組として放送されてきた『おやかまっさん』が終了し、日中帯のワイド番組が『きらきん!』と当番組に実質分割された。ただし、直接出演者の移動はない。
2022年7月21日、同月23日の放送をもって番組が打ち切りになることが発表される。直前に司会の木本武宏（7月9・16日と2週連続で欠席）の投資トラブルとテレビ、ラジオ各局への番組出演見合わせの申し入れについて報じられていたが、KBS京都は番組打ち切りについて「複合的な理由」と説明している。
なお、最終回の番組冒頭でも、欠席した7月9・16日と同様に「木本はお休み」とアナウンスがあったが、以降番組内で木本の件について言及されることはなかった。
2022年8月6日からは新番組『SUNNY TIME』を放送しており、土曜午前の生ワイド枠は継続されている。

## 放送時間
- 土曜日 10:30 - 11:55

2019年12月28日、2020年1月4日は、年末年始編成のため休止。
2020年4月25日～5月30日までは、新型コロナウイルス感染拡大のため休止。
2020年12月26日、2021年1月2日は、年末年始編成のため休止。
2022年1月1日、1月8日は、年始編成のため休止。

## 出演者

### MC
- 木本武宏（TKO）2022年7月2日(第158回)まで出演。

代打MC
- 森脇健児（2020年4月11日(第52回)[* 2]、2022年7月23日(第161回)）
- やのぱん（2020年4月18日(第53回)[* 2]、2020年6月20日(第55回)[* 2]、2022年2月12日放送分(第138回)[* 3]）
- 那須晃行（なすなかにし）（2022年7月9日(第159回)）
- 増田英彦（ますだおかだ）（2022年7月16日(第160回)）

### アシスタント
- 去来川奈央（フリーアナウンサー）[6]

### コメンテーター
以下から1名が週替わりで出演。
- ジェフ・バーグランド（タレント・京都外国語大学教授）
- 三木大雲（蓮久寺住職）
- 山田涼子（グルメライター・国語講師）
- 角田龍平（弁護士）
- 村瀬哲史（予備校講師・タレント）
- 詩歩（絶景プロデューサー）

過去のコメンテーター
- 井上ゆき子（チェルカトラベル株式会社 代表取締役）- 2021年9月25日まで
- 加藤景太（占い師）

### 中継リポーター
以下のメンバーが週替わりで中継コーナーを担当。全て松竹芸能所属のお笑いコンビ・タレントである。
- アルミカン（赤阪侑子・高橋沙織）
- ボルトボルズ（弓川信男・河口哲）
- ドキドキ☆純情ガールズ（ぽっぽ・のぞみ）
- やのぱん
- たらちね（草山公汰・SAITA）
- ブルーウェーブ（すみかわ・四番サード西澤）
- 森脇健児 - 2022年6月から月1回、第一週目に登場

過去
- ベルサイユ - 2021年3月20日まで
- コンチェルト（池水龍三・足立征夫）
- 絶対的7%（マスト・森田GM）- 2022年4月2日を以てコンビ解散した為自然降板だったが、森田がシンガーソングライターの寺田もかと帯同する形で3ヶ月振りにリポーターとして再登板されていた。

### キモイリキッチン
「キモイリキッチン」のコーナーがある週は、以下から1名が出演。
- いとうまり（おばんざい教室講師）
- 西村秋保（料理研究家）
- 大杉元則（イタリアンシェフ）
- 中平泰正（フレンチシェフ）
- 藤岡敦子（日本紅茶協会認定ティーインストラクター）
- 和田久美（こんにゃく料理研究家）

## 主なコーナー
一部のコーナーやコンセプトは、「おやかまっさん」より引き継いでいる。
中継コーナー
ジェフの交YOU録
ジェフ・バーグランドの冠コーナー。
三木大雲の怪談説法
三木大雲の冠コーナー。
のんべぇライターの行きつけごはん
山田涼子の冠コーナー。
弁護士 角田龍平のそれってどやねん！？
角田龍平の冠コーナー。
村瀬哲史のガッ地理！雑学マップ！
村瀬哲史の冠コーナー。去来川奈央がロケ帯同している。
絶景かな！フォトジェニックな旅
詩歩の冠コーナー。くわがた心がロケ帯同している。
原日出子の京さんぽ
「おやかまっさん」でも放送されていたコーナー。KBS京都テレビで月曜日～金曜日 午前11:00～11:25に過去のものが再放送されている。
ナレーションは森谷威夫（KBS京都アナウンサー）
キモイリ！キッチン
キモイリ！キッチン調査隊
京セラpresents 京都サンガF.C. 選手応援企画「キモイリサンガ通る」
番組当初から2021年3月まではベルサイユが選手にインタビュー担当していた。ベルサイユが番組卒業後、同年4月からはアルミカンが引き継ぐ形で選手にインタビュー担当している。
海と日本プロジェクト in 京都
発見！ キモイリ！プロフェッショナル in Kyoto City
今週のキモイリちゃん！
コレってSDGs？
毎月最終週に放送。このコーナーが放送される場合「今週のキモイリちゃん！」は休止される。

## 過去のコーナー
井上的京都の歩き方
井上ゆき子の冠コーナー。去来川奈央がロケ帯同していた。
手相王子 加藤景太のハッピーハンド！
加藤景太の冠コーナー。

## タイムテーブル
生放送のため、放送時間は目安。また、週によって若干構成が変更になる場合がある。
| 時刻  | 放送内容                                            |
| ----- | --------------------------------------------------- |
| 10:30 | オープニング                                        |
| 10:35 | 中継枠①                                             |
| 10:39 | メールテーマ募集                                    |
| 10:42 | 週替わりコーナー①（主にコメンテーターの冠コーナー） |
| 10:55 | 中継枠②                                             |
| 11:05 | 週替わりコーナー②                                   |
| 11:20 | 週替わりコーナー③                                   |
| 11:35 | 中継枠③                                             |
| 11:42 | インフォメーション                                  |
| 11:47 | 今週のキモイリちゃん！ or コレってSDGs？            |
| 11:50 | エンディング                                        |
| 11:53 | ステーションブレイク                                |

## 放送リスト
2019年
| 回 | 放送日   | 中継場所                                   | 中継担当              | コメンテーター       |
| -- | -------- | ------------------------------------------ | --------------------- | -------------------- |
| 1  | 4月6日   |                                            | アルミカン            |                      |
| 2  | 4月13日  | 京都府福知山市                             | ボルトボルズ          |                      |
| 3  | 4月20日  | 京都府長岡京市                             |                       |                      |
| 4  | 4月27日  | 大阪府吹田市万博記念公園                   | ドキドキ☆純情ガールズ | 山田涼子             |
| 5  | 5月4日   | 大阪府大阪市東住吉区長居公園               | コンチェルト          |                      |
| 6  | 5月11日  | 滋賀県大津市近江舞子                       | ドキドキ☆純情ガールズ | 三木大雲             |
| 7  | 5月18日  | 京都市下京区京都水族館                     |                       | 原日出子             |
| 8  | 5月25日  | 京都市右京区西京極                         |                       |                      |
| 9  | 6月1日   | 京都吉田山大茶会                           |                       |                      |
| 10 | 6月8日   | 京都市左京区岡崎公園                       | ドキドキ☆純情ガールズ | 三木大雲             |
| 11 | 6月15日  | 滋賀県 道の駅アグリパーク竜王              |                       |                      |
| 12 | 6月22日  | 京都府舞鶴市舞鶴自然文化園                 | アルミカン            |                      |
| 13 | 6月29日  | 京都府久世郡久御山町イオンモール久御山     |                       |                      |
| 14 | 7月6日   | 京都市下京区京都鉄道博物館                 | コンチェルト          |                      |
| 15 | 7月13日  | 祇園祭                                     |                       | 三木大雲             |
| 16 | 7月20日  | 京都府宇治市                               |                       |                      |
| 17 | 7月27日  | 京都市左京区下鴨神社                       | ドキドキ☆純情ガールズ |                      |
| 18 | 8月3日   | 京都府宮津市天橋立                         |                       |                      |
| 19 | 8月10日  | 京都府亀岡市                               |                       |                      |
| 20 | 8月17日  | 滋賀県東近江市                             |                       |                      |
| 21 | 8月24日  | 京都府綴喜郡宇治田原町                     |                       |                      |
| 22 | 8月31日  | 兵庫県神戸市中央区KOBEとんぼ玉ミュージアム | ドキドキ☆純情ガールズ |                      |
| 23 | 9月7日   | 京宿から工芸展                             |                       |                      |
| 24 | 9月14日  | 京都市左京区八瀬                           |                       |                      |
| 25 | 9月21日  |                                            |                       |                      |
| 26 | 9月28日  | 大阪府堺市                                 |                       |                      |
| 27 | 10月5日  | 京都府向日市                               |                       |                      |
| 28 | 10月12日 |                                            |                       |                      |
| 29 | 10月19日 | 京都市東山区建仁寺両足院                   |                       |                      |
| 30 | 10月26日 | 京都市左京区平安神宮 時代祭                |                       |                      |
| 31 | 11月2日  | 京都府長岡京市                             | ボルトボルズ          | ジェフ・バーグランド |
| 32 | 11月9日  | 京都市北区上賀茂神社                       |                       |                      |
| 33 | 11月16日 | 京都市左京区岡崎公園                       |                       |                      |
| 34 | 11月23日 | 京都府相楽郡精華町                         |                       |                      |
| 35 | 11月30日 | 京都市下京区梅小路公園                     |                       |                      |
| 36 | 12月7日  | 京都洛西                                   |                       |                      |
| 37 | 12月14日 |                                            |                       |                      |
| 38 | 12月21日 |                                            |                       | 山田涼子・井上ゆき子 |
| -  | 12月28日 | 年末編成のため休止                         |                       |                      |
2020年
| 回 | 放送日   | 中継場所                             | 中継担当                   | コメンテーター           |
| -- | -------- | ------------------------------------ | -------------------------- | ------------------------ |
| -  | 1月4日   | 年始編成のため休止                   |                            |                          |
| 39 | 1月11日  | 京都府八幡市                         |                            |                          |
| 40 | 1月18日  | 大阪市ユニークきのこイベント         |                            |                          |
| 41 | 1月25日  | 大阪府岸和田市                       |                            |                          |
| 42 | 2月1日   | 京都府京丹後市                       |                            |                          |
| 43 | 2月8日   | 京都市下京区河原町五条               |                            |                          |
| 44 | 2月15日  | 京都市右京区嵯峨嵐山                 |                            |                          |
| 45 | 2月22日  | 大阪府大東市                         |                            |                          |
| 46 | 2月29日  | 京都市中京区京都三条会商店街         |                            |                          |
| 47 | 3月7日   | 京都市上京区北野天満宮               |                            |                          |
| 48 | 3月14日  | 京都市東山区古川町商店街             |                            |                          |
| 49 | 3月21日  | 京都市左京区大豊神社                 |                            |                          |
| 50 | 3月28日  | 京都市上京区出町枡形商店街           |                            |                          |
| 51 | 4月4日   | 京都府長岡京市                       | たらちね                   | ジェフ・バーグランド     |
| 52 | 4月11日  |                                      | ボルトボルズ               | 三木大雲                 |
| 53 | 4月18日  |                                      |                            |                          |
| -  | 4月25日  | 新型コロナウイルス感染拡大のため休止 |                            |                          |
| -  | 5月2日   |                                      |                            |                          |
| -  | 5月9日   |                                      |                            |                          |
| -  | 5月16日  |                                      |                            |                          |
| -  | 5月23日  |                                      |                            |                          |
| -  | 5月30日  |                                      |                            |                          |
| 54 | 6月6日   | 京都府舞鶴市                         | アルミカン                 | 山田涼子                 |
| 55 | 6月13日  | 京都府南丹市日吉町日吉ダム           | ドキドキ☆純情ガールズ      | 三木大雲                 |
| 56 | 6月20日  | 京都市伏見区                         | ボルトボルズ               | 井上ゆき子               |
| 57 | 6月27日  | 京都府久世郡久御山町                 | 絶対的7%                   |                          |
| 58 | 7月4日   | 京都府綾部市                         | アルミカン                 | 角田龍平                 |
| 59 | 7月11日  | 京都府船井郡京丹波町                 | ベルサイユ                 | ジェフ・バーグランド     |
| 60 | 7月18日  | 京都市下京区梅小路公園               | やのぱん                   | 山田涼子                 |
| 61 | 7月25日  | 京都市東山区 漢字ミュージアム        | 篠宮暁（オジンオズボーン） | 三木大雲                 |
| 62 | 8月1日   | 京都市中京区 立誠小学校跡地          | アルミカン                 | 角田龍平                 |
| 63 | 8月8日   | 京都府京丹後市                       | ベルサイユ                 | 井上ゆき子               |
| 64 | 8月15日  | 京都府南丹市                         | やのぱん                   | ジェフ・バーグランド     |
| 65 | 8月22日  | 京都府南丹市                         | ボルトボルズ               | 山田涼子                 |
| 66 | 8月29日  | 京都府城陽市                         | たらちね                   | 三木大雲                 |
| 67 | 9月5日   | 京都府宇治市                         | ベルサイユ                 | 角田龍平                 |
| 68 | 9月12日  | 京都市左京区広河原                   | ドキドキ☆純情ガールズ      | 井上ゆき子               |
| 69 | 9月19日  | 京都府八幡市                         | やのぱん                   | ジェフ・バーグランド     |
| 70 | 9月26日  | 滋賀県高島市                         | アルミカン                 | 山田涼子                 |
| 71 | 10月3日  | 奈良県天川村                         | ベルサイユ                 | 角田龍平                 |
| 72 | 10月10日 | 京都府綾部市                         | たらちね                   | 三木大雲                 |
| 73 | 10月17日 | 京都府船井郡京丹波町                 | やのぱん                   |                          |
| 74 | 10月24日 | 京都府向日市                         | ボルトボルズ               | 山田涼子                 |
| 75 | 10月31日 | 京都市右京区京北                     | アルミカン                 | 増田英彦（ますだおかだ） |
| 76 | 11月7日  | 京都府綴喜郡井手町                   | ドキドキ☆純情ガールズ      | ジェフ・バーグランド     |
| 77 | 11月14日 | 京都府与謝郡与謝野町                 | 絶対的7%                   | 角田龍平                 |
| 78 | 11月21日 | 京都府亀岡市                         | アルミカン・ベルサイユ     | 井上ゆき子               |
| 79 | 11月28日 | 京都府乙訓郡大山崎町                 | やのぱん                   | 三木大雲                 |
| 80 | 12月5日  | 京都府福知山市大江町                 | ボルトボルズ               | 山田涼子                 |
| 81 | 12月12日 | 京都府綴喜郡宇治田原町               | たらちね                   | 角田龍平                 |
| 82 | 12月19日 | 京都府船井郡京丹波町                 | やのぱん                   | 井上ゆき子               |
| -  | 12月26日 | 年末編成のため休止                   |                            |                          |
2021年
| 回  | 放送日   | 中継場所                                   | 中継担当                             | コメンテーター       |
| --- | -------- | ------------------------------------------ | ------------------------------------ | -------------------- |
| -   | 1月2日   | 年始編成のため休止                         |                                      |                      |
| 83  | 1月9日   | 京都国際マンガミュージアム                 | アルミカン                           | ジェフ・バーグランド |
| 84  | 1月16日  | 吉祥院天満宮                               | たらちね                             | 山田涼子             |
| 85  | 1月23日  | 宮津市のグランピング施設                   | ドキドキ☆純情ガールズ                | 三木大雲             |
| 86  | 1月30日  | 京都府宇治市                               | アルミカン                           | 角田龍平             |
| 87  | 2月6日   | 錦市場商店街                               | ベルサイユ                           | 井上ゆき子           |
| 88  | 2月13日  | 京都府亀岡市                               | ボルトボルズ                         | ジェフ・バーグランド |
| 89  | 2月20日  | 京都府長岡京市                             | アルミカン                           | 山田涼子             |
| 90  | 2月27日  | 京都府与謝郡与謝野町                       | ドキドキ☆純情ガールズ                | 三木大雲             |
| 91  | 3月6日   | 京都府向日市                               | 絶対的7%                             | 角田龍平             |
| 92  | 3月13日  | 京都市西京区大原野                         | ボルトボルズ                         | 井上ゆき子           |
| 93  | 3月20日  | 京都府舞鶴市                               | ベルサイユ                           | ジェフ・バーグランド |
| 94  | 3月27日  | 京都市左京区岡崎                           | アルミカン                           | 山田涼子             |
| 95  | 4月3日   | 京都市伏見                                 | たらちね                             | 三木大雲             |
| 96  | 4月10日  | 京都府宇治市                               | ドキドキ☆純情ガールズ                | 角田龍平             |
| 97  | 4月17日  | 京都市洛西                                 | ボルトボルズ                         | 井上ゆき子           |
| 98  | 4月24日  | 京都文化博物館                             | やのぱん                             | ジェフ・バーグランド |
| 99  | 5月1日   | 京都市伏見区                               | ドキドキ☆純情ガールズ                | 山田涼子             |
| 100 | 5月8日   | 京都府宇治市太陽が丘                       | アルミカン                           | 三木大雲             |
| 101 | 5月15日  | 京都府宮津市                               | 絶対的7%                             | 加藤景太             |
| 102 | 5月22日  | 京都市内のユニークミュージアム             | ボルトボルズ                         | 角田龍平             |
| 103 | 5月29日  | 京都府相楽郡和束町                         | やのぱん                             | 井上ゆき子           |
| 104 | 6月5日   | 京都府京田辺市                             | アルミカン                           | 村瀬哲史             |
| 105 | 6月12日  | 京都市のミュージアム                       | たらちね                             | 加藤景太             |
| 106 | 6月19日  | 京都府亀岡市                               | ボルトボルズ                         | 山田涼子             |
| 107 | 6月26日  | KBS京都創立70周年SP公開生放送（KBSホール） | ドキドキ☆純情ガールズ                | 谷口キヨコ           |
| 108 | 7月3日   | 京町家で茶道体験                           | やのぱん                             | 三木大雲             |
| 109 | 7月10日  | 京都府京田辺市                             | ボルトボルズ                         | ジェフ・バーグランド |
| 110 | 7月17日  | 京都市今宮神社                             | ドキドキ☆純情ガールズ                | 角田龍平             |
| 111 | 7月24日  | 京都府京丹後市                             | 絶対的7%                             | 村瀬哲史             |
| 112 | 7月31日  | 京都府福知山市                             | 赤阪侑子（アルミカン）・代走みつくに | 井上ゆき子           |
| 113 | 8月7日   | 京都府城陽市                               | やのぱん                             | 加藤景太             |
| 114 | 8月14日  | 京都市伏見区                               | ボルトボルズ                         | 山田涼子             |
| 115 | 8月21日  | 京都府長岡京市                             | たらちね                             | ジェフ・バーグランド |
| 116 | 8月28日  | 京都府宇治市                               | アルミカン                           | 村瀬哲史             |
| 117 | 9月4日   | 京都府与謝郡伊根町                         | ドキドキ☆純情ガールズ                | 角田龍平             |
| 118 | 9月11日  | 京都府船井郡京丹波町                       | やのぱん                             | 三木大雲             |
| 119 | 9月18日  | 京都府南丹市八木町                         | ボルトボルズ                         | 山田涼子             |
| 120 | 9月25日  | 京都府亀岡市                               | アルミカン                           | 井上ゆき子           |
| 121 | 10月2日  | 京都府舞鶴市                               | 絶対的7%                             | 加藤景太             |
| 122 | 10月9日  | 京都府福知山市                             | やのぱん                             | 村瀬哲史             |
| 123 | 10月16日 | 京都府宇治市                               | ボルトボルズ                         | ジェフ・バーグランド |
| 124 | 10月23日 | 京都府綾部市                               | ドキドキ☆純情ガールズ                | 角田龍平             |
| 125 | 10月30日 | 大阪府堺市                                 | アルミカン                           | 山田涼子             |
| 126 | 11月6日  | 京都市中京区壬生                           | たらちね                             | 三木大雲             |
| 127 | 11月13日 | 滋賀県甲賀市信楽                           | やのぱん                             | 加藤景太             |
| 128 | 11月20日 | 京都市南区                                 | アルミカン                           | 村瀬哲史             |
| 129 | 11月27日 | 京都府亀岡市                               | ボルトボルズ                         | 角田龍平             |
| 130 | 12月4日  | 京都府舞鶴市                               | ドキドキ☆純情ガールズ                | ジェフ・バーグランド |
| 131 | 12月11日 | 滋賀県草津市                               | ボルトボルズ                         | 山田涼子             |
| 132 | 12月18日 | 京都府大山崎町                             | やのぱん                             | 三木大雲             |
| 133 | 12月25日 | 京都市中京区                               | アルミカン                           | 濱口優（よゐこ）     |
2022年
| 回  | 放送日  | 中継場所                           | 中継担当                                  | コメンテーター       |
| --- | ------- | ---------------------------------- | ----------------------------------------- | -------------------- |
| -   | 1月1日  | 年始編成のため休止                 |                                           |                      |
| -   | 1月8日  | 特別編成のため休止                 |                                           |                      |
| 134 | 1月15日 | 京都府舞鶴市                       | たらちね                                  | ジェフ・バーグランド |
| 135 | 1月22日 | 大阪府吹田市                       | ブルーウェーブ                            | 安田美沙子           |
| 136 | 1月29日 | 京都市西京極                       | 絶対的7%                                  | 村瀬哲史             |
| 137 | 2月5日  | 京都市左京区                       | やのぱん                                  | 加藤景太             |
| 138 | 2月12日 | 京都府宇治市                       | ドキドキ☆純情ガールズ                     | 詩歩                 |
| 139 | 2月19日 | 京都府亀岡市                       | アルミカン                                | 山田涼子             |
| 140 | 2月26日 | 京都市西京区                       | ボルトボルズ                              | 三木大雲             |
| 141 | 3月5日  | 京都市中京区                       | ブルーウェーブ                            | 角田龍平             |
| 142 | 3月12日 | 京都市上京区                       | たらちね                                  | ジェフ・バーグランド |
| 143 | 3月19日 | 京都府大山崎町                     | 絶対的7%                                  | 山田涼子             |
| 144 | 3月26日 | 京都府京田辺市                     | ドキドキ☆純情ガールズ                     | 村瀬哲史             |
| 145 | 4月2日  | 滋賀県大津市                       | アルミカン                                | 三木大雲             |
| 146 | 4月9日  | 京都市左京区                       | たらちね                                  | 詩歩                 |
| 147 | 4月16日 | 京都府京丹後市                     | ボルトボルズ                              | 角田龍平             |
| 148 | 4月23日 | 滋賀県長浜市                       | ブルーウェーブ                            | ジェフ・バーグランド |
| 149 | 4月30日 | 奈良県奈良市                       | やのぱん                                  | 山田涼子             |
| 150 | 5月7日  | 京都府宇治田原町                   | ドキドキ☆純情ガールズ                     | 村瀬哲史             |
| 151 | 5月14日 | 滋賀県大津市南郷                   | アルミカン                                | 三木大雲             |
| 152 | 5月21日 | 京都市梅小路公園                   | やのぱん                                  | 角田龍平             |
| 153 | 5月28日 | 京都府福知山市大江町               | ボルトボルズ                              | 詩歩                 |
| 154 | 6月4日  | 京都市中京区三条会商店街           | 森脇健児                                  | 村瀬哲史             |
| 155 | 6月11日 | 京都府南丹市園部町                 | やのぱん                                  | 近藤芳正             |
| 156 | 6月18日 | 京都府亀岡市湯の花温泉             | アルミカン                                | ブリッジマン遊七     |
| 157 | 6月25日 | 京都府福知山市と綾部市のあじさい寺 | 寺田もか・森田GM（元 絶対的7%）           | 山田涼子             |
| 158 | 7月2日  | 京都市東山区古川町商店街           | 森脇健児                                  | 村瀬哲史             |
| 159 | 7月9日  | 滋賀県大津市道の駅                 | やのぱん                                  | なし                 |
| 160 | 7月16日 | 祇園祭                             | くわがた心・梶原誠（KBS京都アナウンサー） | 角田龍平             |
| 161 | 7月23日 | 祇園祭・鷹山                       | アルミカン                                | 山田涼子             |